# Коник Климентій Йосипович
Кли́м (Климе́нтій) Йо́сипович Ко́ник (нар. 27 жовтня 1888, м. Посада Сеницька (за іншими даними, Сянік, Підкарпатське воєводство, Польща) — 3 листопада 1937, розстрільний полігон НКВД СРСР в урочищі Сандармох, нині Медвеж'єгорський район Республіки Карелія, РФ) — український військовик, державний діяч, організатор освітянської справи в УСРР.
Жертва більшовицького терору.

## Життєпис
Уродженець Східної Галичини. Народився в багатодітній українській родині судового чиновника. Початкову освіту здобув у народній школі с. Бережани, закінчив класичну гімназію у Львові, з 1908 р. навчався у Львівському університеті та в офіцерській школі в Егендорфі (1913). Світогляд К. Коника сформувався під впливом національно-визвольного руху на західноукраїнських землях. Брав активну участь у студентському русі проти дискримінації українців, за що був виключений з університету. Вищу юридичну освіту здобув у Віденському університеті (1914), фахівець з міжнародного права.
Учасник Першої світової війни. Перебував на військовій службі в австрійській армії, УГА (листопад 1918 р. — серпень 1919 р.); з листопада 1919 р. — у 1-й Українській червоній дивізії (з 1920 р. — 44-та стрілецька дивізія РСЧА), командир кулеметної сотні, старший слідчий Особливого відділу 44-ї дивізії, був секретарем дивізійної газети «Шлях червоноармійця» (1919—1920). Член КП(б)У (1920—1923).
З травня 1921 р. працював у культосвітніх органах на Волині. Очолив державне видавництво в м. Житомир, що випускало шкільні підручники, наукову, художню та іншу літературу, співпрацював з редакціями газет «Правда незаможника», «Бідняцька правда», «Вісті», був інспектором Житомирської політосвіти (1922), завідувачем профосвіти й лектором Житомирського технікуму землеустрою (1924), старшим інспектором інспектури соцвиховання та завідувачем Житомирського губернського відділу освіти. Від 1925 р. — ректор і викладач суспільних наук Волинського інституту народної освіти (нині Житомирський державний університет імені Івана Франка), від 18 лютого 1928 р. — ректор Одеського інституту народного господарства. З листопада 1928 р. по 15 листопад 1930 р. — заступник завідувача управління науковими установами Наркомосу УСРР. Згодом керував сектором планування науки Держплану УСРР. Проживав у м. Харків.
Заарештований 5 травня 1933 р., звинувачений у причетності до Української військової організації. Судова трійка при колегії ГПУ УСРР 23 вересня 1933 р. ухвалила присуд за ст. 54-11-6-7 КК УСРР — 5 років ув'язнення у виправно-трудовому таборі.
Відбував покарання на Соловках. За повідомленнями табірної агентури НКВД, в ув'язненні «оцінював ВКП(б) як партію сталінського фашизму», викривав більшовизм та був «справді войовничим укрфашистом». Постановою окремої трійки Управління НКВД СРСР по Ленінградській області від 9 жовтня 1937 року дістав найвищу кару (розстріл). Вивезений із Соловків з великим етапом в'язнів Соловецької тюрми і страчений 3 листопада 1937 р. в урочищі Сандармох поблизу селища Медвежа Гора (нині м. Медвеж'єгорськ, Республіка Карелія, РФ). Реабілітований посмертно 1956 року.